# Mary Bono
Mary Bono, nata Whitaker e precedentemente nota come Mary Bono Mack (Cleveland, 24 ottobre 1961), è una politica statunitense, membro della Camera dei Rappresentanti per lo stato della California dal 1998 al 2013.

## Biografia
La Bono Mack è nota per essere stata la quarta ed ultima moglie di Sonny Bono, dal quale ha avuto due figli. Alla morte del marito, Mary prese il suo posto al Congresso, divenendo l'unica donna repubblicana nella delegazione congressuale dello stato della California.
Negli anni successivi la Bono Mack venne riconfermata per altri sette mandati con discrete percentuali di voto. Nel 2012 tuttavia dovette affrontare una campagna elettorale molto combattuta contro l'avversario democratico, il medico Raul Ruiz, che riuscì a sconfiggerla di misura. La Bono Mack quindi dovette lasciare la Camera dopo quindici anni di servizio.
Nel 2001 sposò l'imprenditore Glenn Baxley, dal quale divorziò nel 2005. Due anni dopo sposò il deputato della Florida Connie Mack IV, da cui divorziò nel 2013.
Dal 2015 è sposata con l'ex astronauta Stephen Oswald.
Mary Bono Mack gioca a golf e durante l'adolescenza era un'abile ginnasta. Politicamente è un'agguerrita oppositrice dei matrimoni e delle adozioni gay, nonostante abbia rappresentato per anni un distretto con un'alta percentuale di omosessuali.